# WHMI-FM
Koordinaten: 42° 39′ 37″ N, 83° 56′ 23″ W
WHMI-FM (auch Livingston County’s Own) ist ein US-amerikanischer Hörfunksender aus Howell im US-Bundesstaat Michigan. WHMI-FM sendet auf der UKW-Frequenz 93,5 MHz.